# Brightest Day
Светлейший день (англ. Brightest Day) — кроссовер-серия комиксов, опубликованная издательством DC Comics. Серия стартовала в апреле 2010 года, сразу после окончания Темнейшей ночи, и охватывает всю вселенную DC.

## История публикаций
Основная серия, написанная Джеффом Джонсом и Питером Томаси, планировалась к выпуску дважды в месяц и объединила в себе 24 выпуска (25 с учётом #0), одновременно чередуясь с серией Justice League: Generation Lost, под авторством Кита Гиффена и Джадда Винника.

Светлейший день рассказывает о втором шансе. Думаю, было очевидно с самого первого дня, что наметились крупные планы относительно героев и злодеев из серии об Аквамене, направленные на занятие ими центрального места во вселенной DC. В отличие от других серий, вышедших после Темнейшей ночи, Светлейший день — это не флагман и не всеобъемлющее указание для всей вселенной DC, это просто история. Она не означает, что во вселенной будут «светлые и яркие герои». Просто некоторые заработали второй шанс…а некоторые нет. — Джефф Джонс
Позже стало известно, что серия будет перекликаться с основной серией Green Lantern, а также с Green Lantern Corps, Justice League of America, The Titans и The Flash. Гейл Саймон вернется в качестве сценариста серии о команде Хищные Птицы — Birds of Prey, которые тоже косвенно связаны со Светлейшим днём . Другие дополнительные выпуски включают в себя вновь возобновлённую серию Green Arrow и Justice Society of America, которые будут продолжением сюжета Justice League of America в июле-августе. Джефф Лемир был нанят для работы над уан-шотом Brightest Day: Atom вместе с Махмудом Азраром, который станет подводящим к основной серии об Атоме, которой займётся та же творческая группа.
Кроме того, было объявлено, что большинство персонажей, которые уже появились в серии о Зелёных Фонарях — Атроцитус, Ларфлиз, Святой Уолкер и Индиго-1 — появляется в новом сюжете Green Lantern: New Guardians, старт которой назначен на сентябрь 2011 года. На Emerald City Comic-Con 2010, Джонс также отметил, что Огненный Шторм «будет главным героем» в Светлейшем дне.
Первый выпуск, Brightest Day #0, был иллюстрирован художником Фернандо Пасарином, остальные выпуски были подготовлены Дэвидом Финчем, который стал эксклюзивным художником DC. В июне 2010 года, Джефф Джонс рассказал, что Светлейший день станет площадкой для внедрения Джейсона Хайда, нового Аквалэда, который появился в анимационном сериале Young Justice, во вселенную DC. Также с пометкой серии выйдут три выпуска комиксов о Болотной Твари и Джоне Константине, что станет его возвращением в DC после многих лет публикаций в Vertigo.

## Сюжет
После окончания событий Темнейшей ночи, 12 героев были воскрешены для неизвестной цели. События серии рассказывают об их приключениях и попытках узнать, кто их воскресил и причину возвращения.

### Задания
В выпуске Brightest Day #7 стало известно, что двенадцать воскрешённых должны выполнить поручения, данные им белой Сущностью — воплощением Корпуса Белых Фонарей, и тогда им будет окончательно возвращена их жизнь.
1. Дэдмен — поручено находить избранников, для того, чтобы принять Сущность.[12]
2. Человек-ястреб (Картел Холл) — предупредить Королеву Хею, чтобы та не покидала Хоукворлд.[12] Выполнено. Вторая — жить отдельно от Орлицы, и тогда он получит наибольшую силу, но он отказался.[13]
3. Орлица — спасти Хат-Сета от убийства Человеком-ястребом.[12] Выполнено. Вторая — жить отдельно от Человека-ястреба, и тогда она получит наибольшую силу, но она отказалась.[13]
4. Марсианский Охотник — сжечь новообразовавшиеся леса на Марсе.[12][14] Выполнено. После выполнения его жизненная сила была объединена с планетой Земля.[15]
5. Аквамен — найти Джексона Хайда до того, как это сделает Эскадрон Смерти Ксебела.[12][14] Выполнено.
6. Огненный Шторм (Рональд Реймонд и Джейсон Раш) — победить Чёрного Фонаря Огненного Шторма (сейчас называет себя Мёртвый Шторм).[12] Выполнено.[16]
7. Ястреб (Хэнк Холл) — поймать бумеранг Капитана Бумеранга, который он отправит в Даун Грейнджер.[12][17]
8. Профессор Зум — освободить Барри Аллена из Спидфорса. Миссия уже была выполнена в серии «Флэш: Возрождение» (англ. The Flash: Rebirth).[12][18]
9. Капитан Бумеранг — отправить бумеранг в Даун Грейнджер.[12][19]
10. Осирис — спасти свою сестру Исиду и её судьбу.[12][20] Выполнено.[21]
11. Максвелл Лорд — предотвратить попытки Магога ввергнуть мир в войну.[12][22] Выполнено.[23]
12. Джейд — помочь своему брату Обсидиану.[12] Выполнено.[24]

### Основной сюжет
- Brightest Day#0-25 (рассказывает о Человеке-ястребе, Дэдмэне, Орлице, Марсианском Охотнике и Огненном Шторме)
- Green Lantern #53-62 (рассказывает о Хэле Джордане и о других членах Корпуса Зелёных Фонарей и об их попытках предотвратить захват всех эмоциональных сущностей, что в конечном итоге приводит к Войне Зелёных Фонарей)
- Green Lantern Corps #47-57 (рассказывает о Кайле Райнере, Джоне Стюарте и Гансете, которые сталкиваются с Восстанием Альфа Фонарей и возвращением Оружейников Кварда перед тем, как вспыхивает Война Зелёных Фонарей)
- Green Lantern: Emerald Warriors #1-6 (рассказывает о Гае Гарднере, Киловоге, Арисии Рраб, Содаме Яте и Красном Фонаре Близе и их собственных попыток остановить скрытого врага и предотвратить Войну Зелёных Фонарей)
- Atom: Brightest Day Special (уан-шот, фокусирующий внимание на Атоме, и хотя относится к событиям Светлейшего дня, стартовал в мини-серии Атома в Adventure Comics)
- Birds of Prey #1-5 (рассказывает о воскршении Ястреба, а также соединению Голубя с Белым Светом)
- The Flash #1-7 (рассказывает о воскрешении Капитана Бумеранга)
- Green Arrow #1-11 (рассказывает о Стар-сити, который появился из белого кольца силы)
- Justice League of America #44-48 (основное внимание уделено воскрешению Джейд и её попыткам спасти брата и отца Алана Скотта от силы Звёздного Сердца)
- Justice League: Generation Lost #0-24 (рассказывает о Золотом Ракетчике, Огне, Капитане Атоме и Льде, которые пытаются найти воскресшего Максвелла Лорда)
- Justice Society of America #41-43 (является частью сюжетной линии совместно с Justice League of America)
- Titans #24 (основное внимание уделено воскрешению Осириса и его присоединению к команде злодеев во главе с Дефстроуком)

### Дополнительные выпуски
Сюжетно связаны с основными, но не выходили с пометкой «Brightest Day»:
- Action Comics #890-900 (посвящены Лексу Лютору и его попыткам найти чёрную энергию Корпуса Чёрных Фонарей под действием силы жадности Ларфлиза; выпуск #890 получил пометку Blackest Night Aftermath)
- Booster Gold #33 (рассказывает о поисках Лорда Максвелла, которые начались ещё в Justice League: Generation Lost)
- Power Girl #13-20 (рассказывает о событиях, частично связанных с Justice League: Generation Lost)
- Untold Tales from Blackest Night #1 (несмотря на то, что в названии присутствует Blackest Night, этот выпуск сюжетно связан со Светлейшим днём, с выпусками Brightest Day #11-12, Green Lantern #59 и Green Arrow #5 и рассказывает о появлении Корпуса Чёрных Фонарей)
- Green Lantern: Larfleeze Christmas Special (рассказывает о Ларфлизе и его действиях после Темнейшей ночи)
- Shazam! #1 (частично связан с миссией Осириса, направленной на спасение своей сестры Исиды)
- Teen Titans #83 (рассказывает о Голубом Жуке и о причина его ухода из Титанов и косвенно упоминает Войну Зелёных Фонарей)
- War of the Green Lanterns (сюжетная линия, объединяющая сразу три серии о Зелёных Фонарях и являющаяся прямым продолжением Светлейшего дня)

### Brightest Day Aftermath: The Search for Swamp Thing
В июне 2011 года, было выпущено три выпуска, в которых произошло возвращение Джона Константина во вселенную DC, который попытался помешать решению Супермена, Бэтмена и других героев назначить Алекса Холланда (новую Болотную Тварь) новым защитником Земли.
- Brightest Day Aftermath: The Search for Swamp Thing #1, 22 июня 2011[26]
- Brightest Day Aftermath: The Search for Swamp Thing #2, 27 июля 2011[27]
- Brightest Day Aftermath: The Search for Swamp Thing #3, август 2011

### Коллекционные издания
| Название                                          | Включенные выпуски   | Дата          | ISBN                   |
| ------------------------------------------------- | -------------------- | ------------- | ---------------------- |
| Brightest Day volume 1                            | Brightest Day #0-7   | декабрь 2010  | ISBN 978-1-4012-2966-5 |
| Brightest Day volume 2                            | Brightest Day #8-16  | май 2011      | ISBN 978-1-4012-3083-8 |
| Brightest Day volume 2                            | Brightest Day        | сентябрь 2011 | ISBN 978-1-4012-3216-0 |
| Green Lantern Corps: Revolt of the Alpha Lanterns | Green Lantern #48-52 | май 2011      | ISBN 978-1-4012-3139-2 |
| Green Lantern: Brightest Day                      | Green Lantern #53-62 | июнь 2011     | ISBN 978-1-4012-3181-1 |